# 阮文祿 (1915年)
阮文祿（1915年7月4日—2007年7月17日），越南共和國外交官，曾任越南共和國駐日本大使館及越南共和國駐菲律賓大使館代辦和越南共和國駐象牙海岸大使等職務。

## 生平
1915年7月4日，阮文祿出生於越南新安省。
阮文祿持有律師執照。
1952年至1962年，阮文祿出任外交部司法、文化、領事及行政事務司司長。
1963年阮文祿擔任東京賠款團代理團長。同年12月9日，阮文祿出任越南共和國駐日本大使館公使兼代辦，並於1965年離任，由特命全權大使阮維光接任。
1966年至1967年，阮文祿擔任越南共和國駐菲律賓大使館公使。
1968年至1972年，阮文祿擔任越南共和國駐菲律賓大使館公使兼代辦。
1972年至1975年擔任越南共和國駐象牙海岸大使（1974年起兼任駐尼日爾、多哥及上伏塔大使），也是最後一任。
2007年7月17日，阮文祿在法國上塞納省拉加雷訥新城逝世。

## 個人生活
已婚，育有四名子女。